# عنان جاوز
عنان جاوزهي لعبة فيديو أكشن ومغامرة لعام 2006 مستوحاة من فيلم الفك لعام 1975. تم تطويره بواسطة ابالوزا التفاعلية ونشرته ماجيسكو انترتايمنت. تتميز اللعبة باللعب في عالم مفتوح، حيث يتولى اللاعب السيطرة على سمكة قرش بيضاء كبيرة ويكون قادرًا على التجول بحرية في البحر، ويتغذى على الحيوانات والبشر الآخرين، بينما يدمر كل شيء في طريقه. تم إصدار عنان اجاوز لـ مايكروسوفت ويندوزو اكس بوكسو بلايستيشن 2..

## الحبكة
بعد 30 عامًا من أحداث الفيلم الأول، تنمو جزيرة أميتي، وتقيم علاقات مؤسسية مع الشركات المرموقة مثل انفيرونبلس لتحسين اقتصاد الجزيرة. تزايد عدد السكان حول الجزيرة والنشاط الصناعي أيضًا كثرمن وجود المخلوقات المخيفة على الأرض والشخصية الرئيسية للعبة: جاوز، وهو ضخم، 35 قدم (11 م) القرش الأبيض العظيم. عندما يلتهم الوحش الشرس نجل الرئيس التنفيذي لشركة انفيرونبلس، ستيفن شو، يستأجر شو صائد سمك القرش الشهير كروز رادوك لتعقب سمكة القرش وقتلها. في غضون ذلك، يحاول عالم الأحياء البحرية مايكل برودي صيد سمكة القرش لإجراء بحث. يتعرف اللاعبون على ضوابط وقدرات جاوز في برنامج تعليمي، حيث يقتل اللاعب العديد من الغواصين، ويتعلمون مهاجمة السباحين على الشاطئ، ويجب عليهم تدمير مجموعة من الأرصفة. يظهر برودي في هذه المرحلة، جاوز، وينقله إلى متنزه اميتي مارين، على غرار عالم البحار.
يتم وضع جاوز في خزان، حيث يتجادل برودي و فاغن و شو حول ما يجب فعله مع سمكة القرش. يريد شو أن يُقتل جاوز، كما قتل ابنه وعرض الشواطئ للخطر، بينما يريد العمدة فاغن عرض القرش للسائحين. بعد مغادرتهم، يهرب جاوز من خزانه ويدمر الحديقة المائية. في إحدى خزانات العرض، قتل جاوز المقيم اوركا. بعد ذلك ، يمكن للاعب التجول بحرية.
يخبر برودي العمدة أن قد اكتشف في بحثه أن الترددات دون سرعة الصوت المنبعثة من غواصات انفيرونوبلس تتسبب في أن تصبح أسماك القرش حول اميتي أكثر عدوانية وتهاجم البشر. يتجاهل العمدة شكوى برودي ويقرر بقاء الآلات.
يجد القرش طريقه إلى حفلة على الشاطئ في منتصف الليل ويهاجم السباحين. عندما تبدأ الشاحنة في إلقاء البراميل المتفجرة في الماء، يمسك جاوز براميل متفجرة ويرميها في خط أنابيب مملوء بالزيت. ينفجر البرميل، مما يتسبب في حدوث تفاعل متسلسل مع اشتعال النفط مما يؤدي إلى اشتعال النار في مصفاة انفيرونبلس بأكملها والانهيار في المحيط. بعد ذلك ، تسبب في المزيد من المجازر، مثل تدمير منشأة تحت الماء، وتدمير شحنة نفط، وقتل شو وعمدة فون عن طريق صدم يخته في بارجة مليئة بالألعاب النارية. نظرًا لأن هذا هو القشة الأخيرة، قرر كروز نسف جاوز، لكنه قُتل عندما دمر قاربه. يسقط برودي قنبلة على حطام قارب كروز، الاوركا الثاني. بافتراض أن القرش قد مات، يطير برودي على متن مروحية خفر السواحل بعيدًا، لكن جاوز يكشف عن نفسه على قيد الحياة ويبدأ في متابعة المروحية.